# Dyscia atlantica
Dyscia atlantica är en fjärilsart som beskrevs av Hans Reisser 1933. Dyscia atlantica ingår i släktet Dyscia och familjen mätare. Inga underarter finns listade i Catalogue of Life.